# Дом П. М. Шедеви
Дом. П. М. Шедеви – памятник архитектуры местного значения второй половины XIX века в городе Таганроге Ростовской области в России. Располагается по адресу улица Чехова, 76. В наше время это жилой дом. 

## История
В 1880-х годах дом стал собственностью статского советника, доктора Павла Матвеевича Шедеви. Он известен тем, что во времена обучения в университете участвовал в издании журнала «Земля и воля», у которого не было легального статуса. В 1875 году Павел Шедеви стал старшим врачом в богоугодных заведениях Таганрога. Параллельно развивался основной источник его дохода – частная практика, которая была достаточно выгодной. В конце XIX столетия Павел Шедеви занял должность главного санитарного врача города Таганрога. Помимо этого,  среди его заслуг было звание почетного мирового судьи, гласного Думы и члена Управы. Есть основания полагать, что Павел Шедеви стал прототипом доктора Старцева в рассказе Антона Павловича Чехова «Ионыч». Известно также, что в собственности Шедеви был сад, но точное его местонахождение не известно. 
По состоянию на 1927 год, в этом доме располагался естественно-исторический отдел городского краеведческого музея. Бывший дом Павла Шедеви сохранился, сейчас это жилой дом.